# 山崎正 (数学者)
山崎 正（やまざき ただし）は、日本の数学者。神戸大学理学部数学科構造数理大講座教授、理学博士。高知県出身。
土佐高等学校卒業。東京大学理学部数学科卒業。1978年 東京大学 理学博士　「On Siegel modular forms of degree two(2次のジーゲル保型形式について)」。

## 研究分野
- 保型関数に関連する整数論（ヤコビ形式に関する研究、微分作用素の保型形式への応用、局所体上の代数群の表現論との関連）